# Muscicapidae
I Muscicapidi (Muscicapidae Vigors, 1825), comunemente chiamati "pigliamosche del Vecchio Mondo", sono una famiglia di uccelli dell'ordine dei Passeriformi.

## Descrizione
L'aspetto di questi uccelli è molto vario, ma sono tutti ottimi uccelli canori. Hanno dimensioni medio-piccole (10-21 cm). Molte specie hanno il piumaggio bruno uniforme, mentre altre sono vivacemente colorate, soprattutto i maschi. Quasi tutte hanno becchi larghi e appiattiti, adatti a catturare insetti in volo, mentre le poche specie che si nutrono sul terreno hanno generalmente becchi più sottili.

## Distribuzione e habitat
I Muscicapidi, detti anche pigliamosche del Vecchio Mondo, vivono in quasi ogni habitat in cui siano presenti degli alberi, dalle foreste più fitte alle rade boscaglie, e perfino sui boschi dell'Himalaya. In inverno le specie più settentrionali migrano verso sud, dove possono trovare insetti in abbondanza.

## Biologia
A seconda delle specie, il nido può consistere sia in una sorta di coppa ben costruita posta su un albero o una cornice rocciosa, che in una semplice struttura posta all'interno di un tronco cavo. Le specie che nidificano in cavità tendono ad avere covate più numerose (in media di otto uova, piuttosto che di due-cinque).

## Tassonomia
La famiglia Muscicapidae comprende i seguenti generi e specie:
- Genere Alethe
  - Alethe diademata (Bonaparte, 1850) - alete crestarossa
  - Alethe castanea (Cassin, 1856) - alete corona rossa

- Genere Anthipes
  - Anthipes monileger (Hodgson, 1845) - pigliamosche dal collare bianco
  - Anthipes solitaris (S.Müller, 1836) - pigliamosche dai sopraccigli rossi

- Genere Brachypteryx
  - Brachypteryx hyperythra Jerdon e Blyth, 1861 - alacorta panciaruggine
  - Brachypteryx leucophrys (Temminck, 1827) - alacorta minore
  - Brachypteryx montana Horsfield, 1822 - alacorta cigliabianche

- Genere Calliope

- - Calliope pectoralis Gould, 1837 - calliope codabianca
  - Calliope calliope (Pallas, 1776) - calliope siberiana
  - Calliope pectardens David, 1871 - gola di fuoco

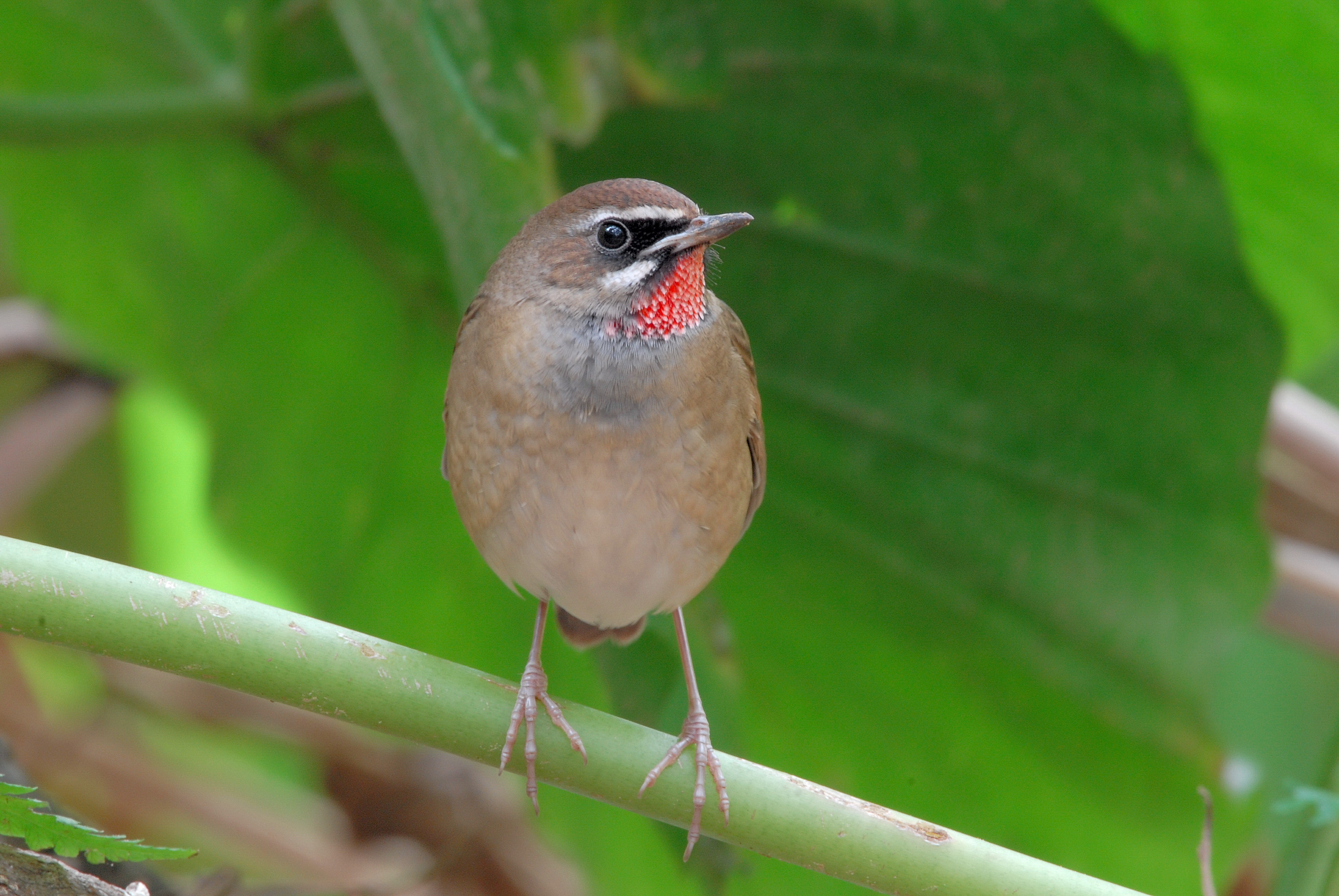
Calliope siberiana
Calliope calliope

  - Calliope obscura (Berezowski e Bianchi, 1891) - pettirosso blu golanera

- Genere Campicoloides
  - Campicoloides bifasciatus (Temminck, 1829) - sassicola fulva

- Genere Cercotrichas
  - Cercotrichas barbata (Hartlaub & Finsch, 1870) - usignolo del miombo
  - Cercotrichas coryphoeus (Vieillot, 1817) - usignolo del Karoo
  - Cercotrichas galactotes (Temminck, 1820) - usignolo codarossiccia
  - Cercotrichas hartlaubi (Reichenow, 1891) - usignolo dorsobruno
  - Cercotrichas leucophrys (Vieillot, 1817) - usignolo dorsorosso
  - Cercotrichas leucosticta (Sharpe, 1883) - usignolo di foresta
  - Cercotrichas paena (Smith, A, 1836) - usignolo del Kalahari
  - Cercotrichas podobe (Statius Müller, 1776) - usignolo nero
  - Cercotrichas quadrivirgata (Reichenow, 1879) - usignolo barbuto
  - Cercotrichas signata (Sundevall, 1850) - usignolo bruno

- Genere Cichladusa
  - Cichladusa arquata Peters, 1863 - tordo delle palme dal collare
  - Cichladusa ruficauda (Hartlaub, 1857) - tordo delle palme codarossiccia
  - Cichladusa guttata (Heuglin, 1862) - tordo delle palme macchiato

- Genere Cinclidium
  - Cinclidium frontale Blyth, 1842 - pettirosso fronteblu

- Genere Cossyphicula
  - Cossyphicula roberti (Alexander, 1903) - cossifa panciabianca

- Genere Copsychus

- - Copsychus albiventris (Blyth, 1859) - shama delle Andamane

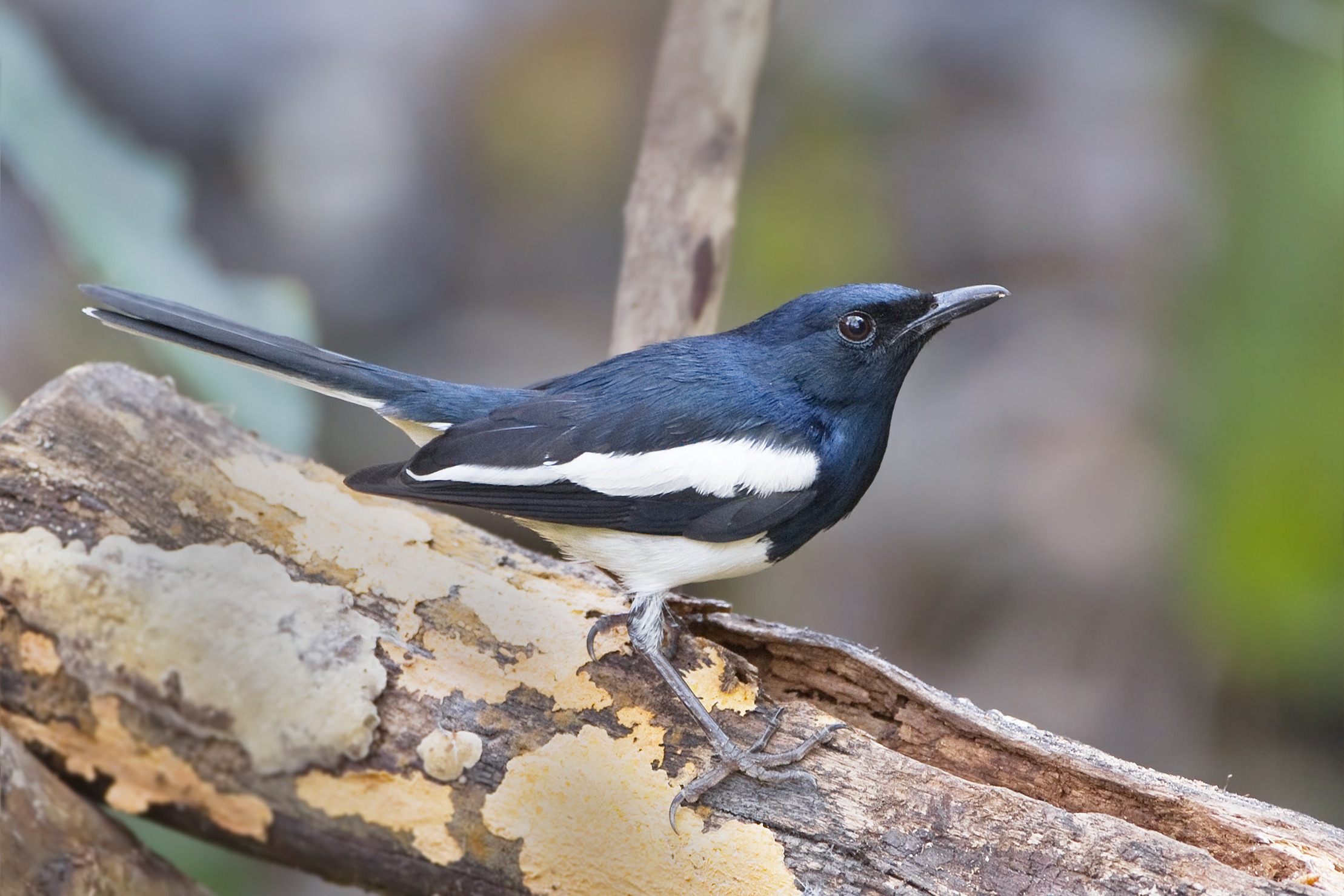
Pettirosso gazza orientale
Copsychus saularis

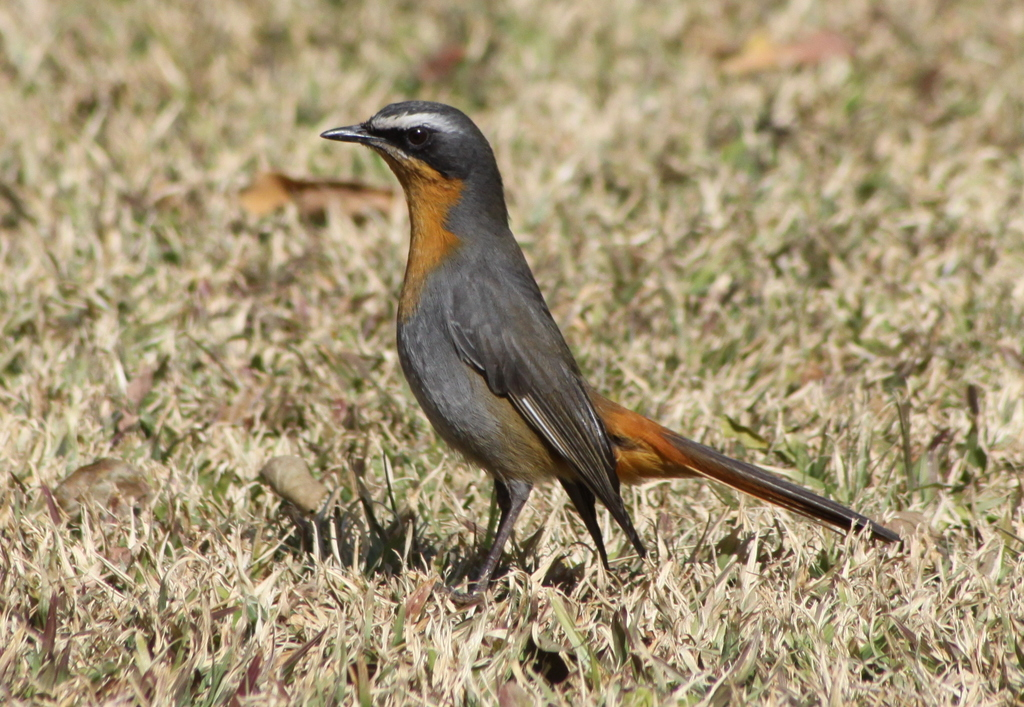
Cossifa del Capo
Cossypha caffra

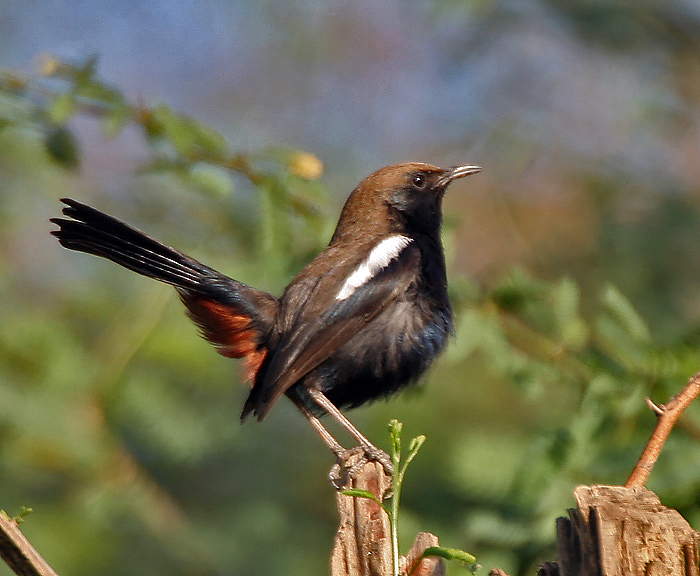
Pettirosso indiano
Copsychus fulicatus

  - Copsychus albospecularis (Eydoux e Gervais, 1836) - merlo gazza del Madagascar
  - Copsychus cebuensis (Steere, 1890) - shama nero
  - Copsychus fulicatus (Linnaeus, 1766) - pettirosso indiano
  - Copsychus luzoniensis (Kittlitz, 1832) - shama dai sopraccigli bianchi
  - Copsychus malabaricus (Scopoli, 1788) - shama groppabianca
  - Copsychus mindanensis (Boddaert, 1783) - shama delle Filippine
  - Copsychus niger (Sharpe, 1877) - shama culbianco
  - Copsychus pyrropygus Lesson, 1839 - shama codarossiccia
  - Copsychus saularis (Linnaeus, 1758) - merlo gazza orientale
  - Copsychus sechellarum Newton, 1865 - merlo gazza delle Seychelles
  - Copsychus stricklandii Motley & Dillwyn, 1855 - shama di Strickland

- Genere Cossypha
  - Cossypha albicapillus (Vieillot, 1818) - cossifa capobianco
  - Cossypha anomala (Shelley, 1893) - cossifa fianchioliva
  - Cossypha ansorgei Hartert, 1907 - tordo delle grotte dell'Angola
  - Cossypha archeri Sharpe, 1902 - cossifa di Archer
  - Cossypha caffra (Linnaeus, 1771) - cossifa del Capo
  - Cossypha cyanocampter (Bonaparte, 1850) - cossifa spalleazzurre
  - Cossypha dichroa (J.F.Gmelin, 1789) - cossifa corista
  - Cossypha heinrichi Rand, 1955 - cossifa testabianca
  - Cossypha heuglini Hartlaub, 1866 - cossifa cigliabianche
  - Cossypha humeralis (A.Smith, 1836) - cossifa golabianca
  - Cossypha isabellae G.R.Gray, 1862 - cossifa montana
  - Cossypha natalensis A.Smith, 1840 - cossifa capirossa
  - Cossypha niveicapilla (Lafresnaye, 1838) - cossifa caponiveo
  - Cossypha polioptera Reichenow, 1892 - cossifa aligrigie
  - Cossypha semirufa (Rüppell, 1837) - cossifa di Rüppell

- Genere Cyanoptila

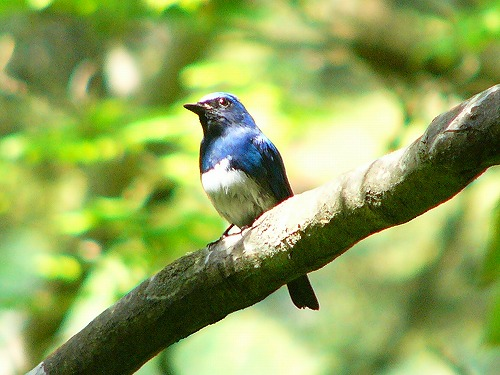
Pigliamosche biancoblu
Cyanoptila cyanomelana

- - Cyanoptila cyanomelana (Temminck, 1829) - pigliamosche biancoblu
  - Cyanoptila cumatilis Thayer & Bangs, 1909 - pigliamosche di Zappey

- Genere Cyornis
  - Cyornis banyumas (Horsfield, 1821) - pigliamosche blu di collina

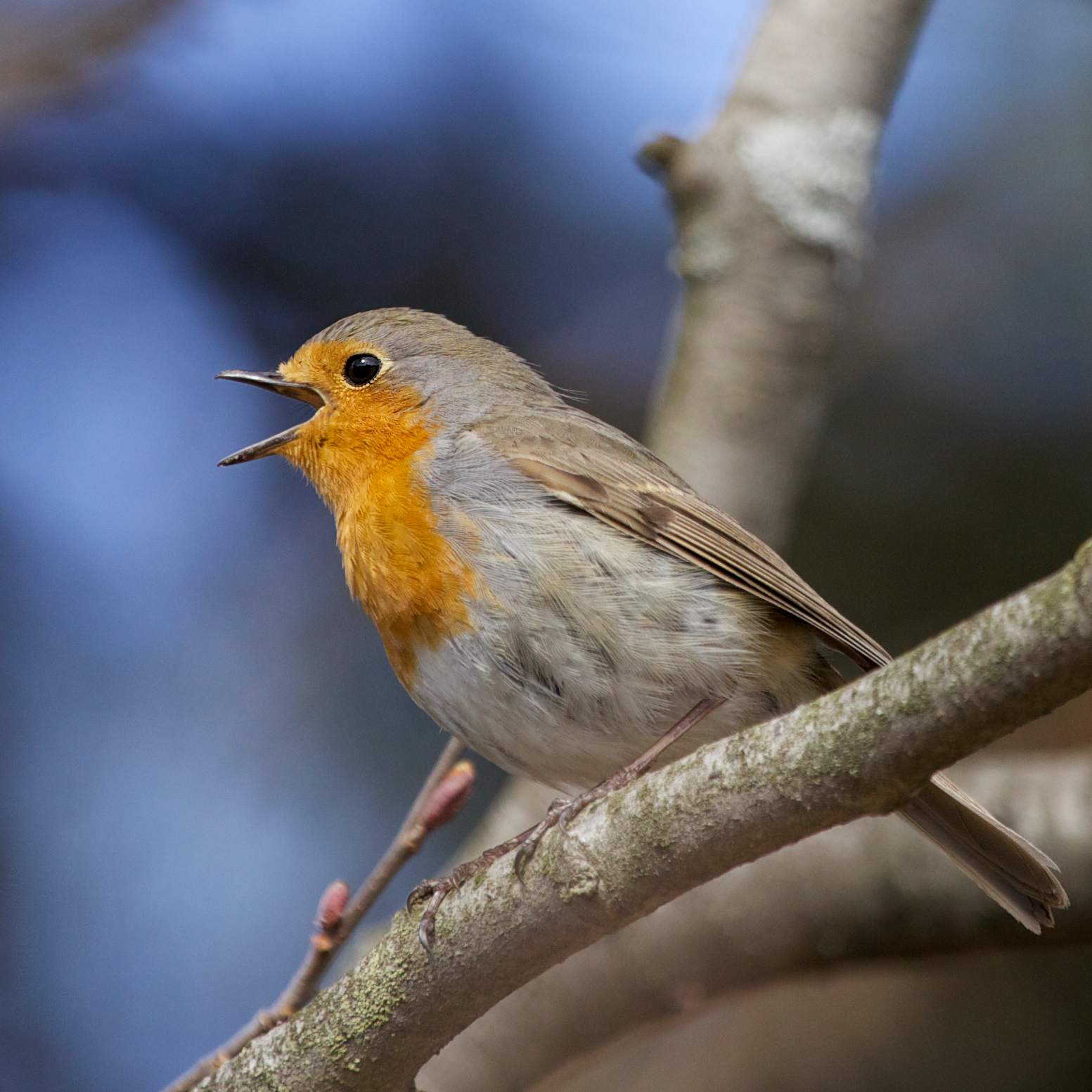
Pettirosso comune
Erithacus rubecula

  - Cyornis brunneatus (Slater, 1897) - pigliamosche della giungla pettobruno
  - Cyornis caerulatus (Bonaparte, 1857) - pigliamosche blu beccogrosso
  - Cyornis colonus (Hartert, 1898) - pigliamosche della giungla codarossastra
  - Cyornis concretus (S.Müller, 1835) - pigliamosche codabianca
  - Cyornis djampeanus (Hartert, 1896) - pigliamosche di Tanahjampea
  - Cyornis glaucicomans Thayer & Bangs, 1909 - pigliamosche dello Yunnan
  - Cyornis hainanus (Ogilvie-Grant, 1900) - pigliamosche blu di Hainan
  - Cyornis herioti Ramsay, 1886 - pigliamosche pettoblu
  - Cyornis hoevelli (A.B.Meyer, 1903) - pigliamosche fronteblu
  - Cyornis hyacinthinus (Temminck, 1820) - pigliamosche blu di Timor
  - Cyornis lemprieri (Sharpe, 1884) - pigliamosche blu di Palawan
  - Cyornis magnirostris Blyth, 1849 - pigliamosche blu maggiore
  - Cyornis nicobaricus (Richmond, 1902) - pigliamosche delle Nicobare
  - Cyornis olivaceus Hume, 1877 - pigliamosche della giungla pettofulvo
  - Cyornis omissus (Hartert, 1896) - pigliamosche blu di Sulawesi
  - Cyornis oscillans (Hartert, 1897) - pigliamosche della giungla dorsorossiccio
  - Cyornis pallipes (Jerdon, 1840) - pigliamosche blu panciabianca
  - Cyornis poliogenys W.E.Brooks, 1879 - pigliamosche mentochiaro
  - Cyornis rubeculoides (Vigors, 1831) - pigliamosche golablu
  - Cyornis ruckii (Oustalet, 1881) - pigliamosche blu di Rück
  - Cyornis ruficauda (Sharpe, 1877) - pigliamosche della giungla codarossiccia
  - Cyornis rufigastra (Raffles, 1822) - pigliamosche blu delle mangrovie
  - Cyornis sanfordi Stresemann, 1931 - pigliamosche mattinale
  - Cyornis superbus Stresemann, 1925 - pigliamosche blu del Borneo
  - Cyornis tickelliae Blyth, 1843 - pigliamosche blu di Tickell
  - Cyornis turcosus Brüggemann, 1877 - pigliamosche blu della Malesia
  - Cyornis umbratilis (Strickland, 1849) - pigliamosche della giungla pettogrigio
  - Cyornis unicolor Blyth, 1843 - pigliamosche blu chiaro

- Genere Emarginata
  - Emarginata sinuata (Sundevall, 1858) - sassicola alifalcate
  - Emarginata schlegelii (Wahlberg, 1855) - sassicola di Schlegel o codinero del Karoo
  - Emarginata tractrac (Wilkes, 1817) - sassicola tractrac o codinero tractrac

- Genere Empidornis
  - Empidornis semipartitus (Rüppell, 1840) - uccello d'argento

- Genere Enicurus
  - Enicurus borneensis Sharpe, 1889 -
  - Enicurus immaculatus (Hodgson, 1836) - codaforcuta dorsonero
  - Enicurus leschenaulti (Vieillot, 1818) - codaforcuta capobianco
  - Enicurus maculatus Vigors, 1831 - codaforcuta macchiato
  - Enicurus ruficapillus Temminck, 1823 - codaforcuta nucacastana
  - Enicurus schistaceus (Hodgson, 1836) - codaforcuta dorsoardesia
  - Enicurus scouleri Vigors, 1832 - codaforcuta minore
  - Enicurus velatus Temminck, 1822 - codaforcuta della Sonda

- Genere Erithacus

- - Erithacus rubecula (Linnaeus, 1758) - pettirosso comune

- Genere Eumyias
  - Eumyias additus (Hartert, 1900) - pigliamosche della giungla di Buru
  - Eumyias albicaudatus Jerdon, 1840 - pigliamosche delle Nilgiri
  - Eumyias indigo Horsfield, 1821 - pigliamosche indaco
  - Eumyias panayensis (Sharpe, 1877) - pigliamosche insulare
  - Eumyias sordidus (Walden, 1870) - pigliamosche bluastro
  - Eumyias thalassinus Swainson, 1838 - pigliamosche azzurrino

- Genere Ficedula

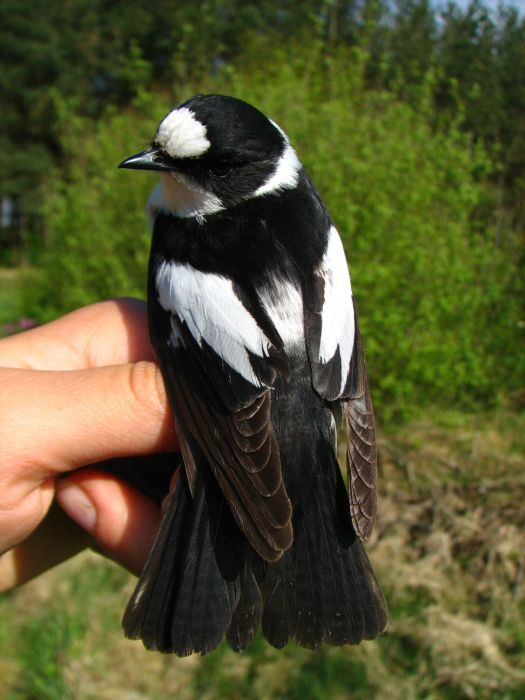
Balia dal collare
Ficedula albicollis

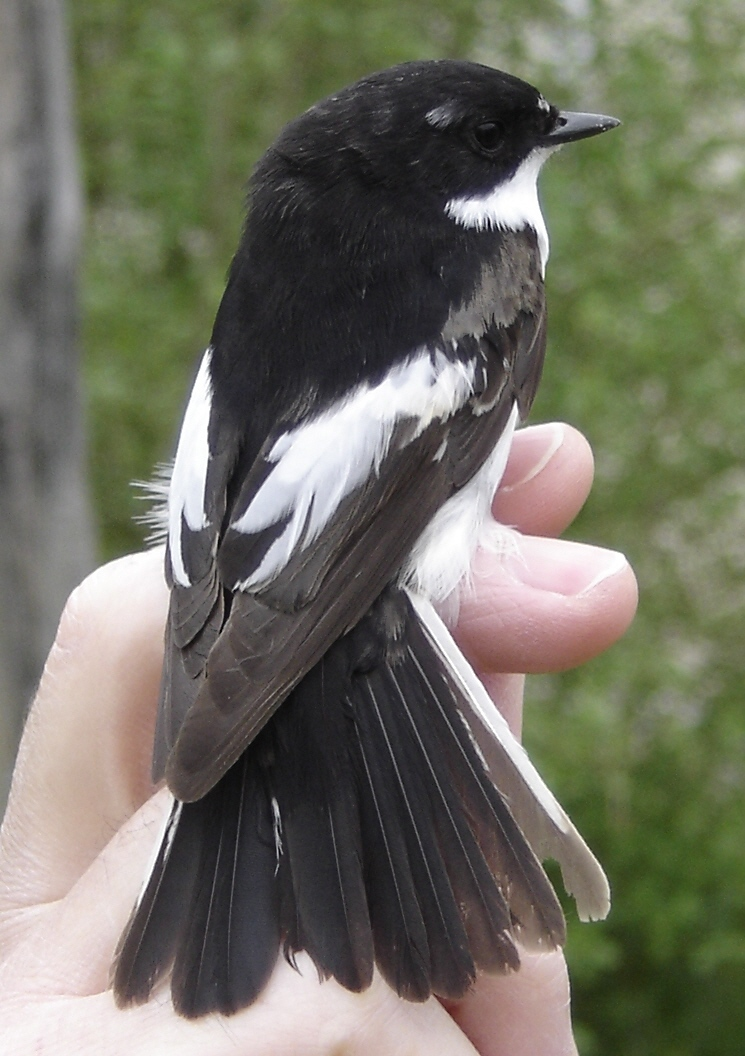
Balia nera
Ficedula hypoleuca

- - Ficedula albicilla (Pallas, 1811) - pigliamosche della taiga
  - Ficedula albicollis (Temminck, 1815) - balia dal collare
  - Ficedula basilanica (Sharpe, 1877) - pigliamosche ardesia minore
  - Ficedula bonthaina (Hartert, 1896) - pigliamosche del Lompobattang
  - Ficedula buruensis (Hartert, 1899) - pigliamosche pettocannella
  - Ficedula crypta (Vaurie, 1951) - pigliamosche criptico
  - Ficedula disposita (Ripley e Marshall, 1967) - pigliamosche furtivo
  - Ficedula dumetoria (Wallace, 1864) - pigliamosche pettorossiccio
  - Ficedula elisae (Weigold, 1922) - pigliamosche della Cina
  - Ficedula harterti (Siebers, 1928) - pigliamosche di Sumba
  - Ficedula henrici (Hartert, 1899) - pigliamosche di Damar
  - Ficedula henrici (Hartert, 1899)pigliamosche di Damar
  - Ficedula hodgsonii (J.Verreaux, 1871) - pigliamosche dorsoardesia
  - Ficedula hyperythra (Blyth, 1843) - pigliamosche ciglianivee
  - Ficedula hypoleuca (Pallas, 1764) - balia nera
  - Ficedula mugimaki (Temminck, 1835) - balia mugimaki
  - Ficedula narcissina (Temminck, 1835) - pigliamosche narciso
  - Ficedula nigrorufa (Jerdon, 1839) - pigliamosche nerorossiccio
  - Ficedula parva (Bechstein, 1792) - pigliamosche pettirosso
  - Ficedula platenae (Blasius, 1888) - pigliamosche di Palawan
  - Ficedula riedeli (Büttikofer, 1886) - pigliamosche delle Tanimbar
  - Ficedula rufigula (Wallace, 1865) - pigliamosche golarossiccia
  - Ficedula sapphira (Blyth, 1843) - pigliamosche zaffiro
  - Ficedula semitorquata (Homeyer, 1885) - balia caucasica
  - Ficedula speculigera (Bonaparte, 1850) - balia dell'Atlante
  - Ficedula strophiata (Hodgson, 1837) - pigliamosche golarossa
  - Ficedula subrubra (Hartert e Steinbacher, 1934) - pigliamosche del Kashmir
  - Ficedula superciliaris (Jerdon, 1840) - pigliamosche oltremarino
  - Ficedula timorensis (Hellmayr, 1919) - pigliamosche bandanera
  - Ficedula tricolor (Hodgson, 1845) - pigliamosche bluardesia
  - Ficedula westermanni (Sharpe, 1888) - pigliamosche bianconero
  - Ficedula zanthopygia (Hay, 1845) - pigliamosche groppagialla

- Genere Fraseria
  - Fraseria ocreata (Strickland, 1844) - pigliamosche di foresta africano
  - Fraseria cinerascens Hartlaub, 1857 - pigliamosche di foresta dai sopraccigli

- Genere Heinrichia
  - Heinrichia calligyna Stresemann, 1931 - alacorta maggiore

- Genere Heteroxenicus
  - Heteroxenicus stellatus (Gould, 1868) - alacorta di Gould

- Genere Humblotia
  - Humblotia flavirostris Milne-Edwards ed Oustalet, 1885 - pigliamosche di Grand Comoro

- Genere Irania
  - Irania gutturalis (Guérin-Méneville, 1843) - pettirosso golabianca

- Genere Larvivora
  - Larvivora brunnea Hodgson, 1837 - pettirosso blu indiano
  - Larvivora cyane (Pallas, 1776) - pettirosso blu siberiano
  - Larvivora sibilans Swinhoe, 1863 - pettirosso codarossiccia
  - Larvivora komadori (Temminck, 1835) - pettirosso delle Ryukyu
  - Larvivora akahige (Temminck, 1835) - pettirosso del Giappone
  - Larvivora ruficeps Hartert, 1907 - pettirosso testarossiccia

- Genere Luscinia

- - Luscinia svecica (Linnaeus, 1758) - pettazzurro

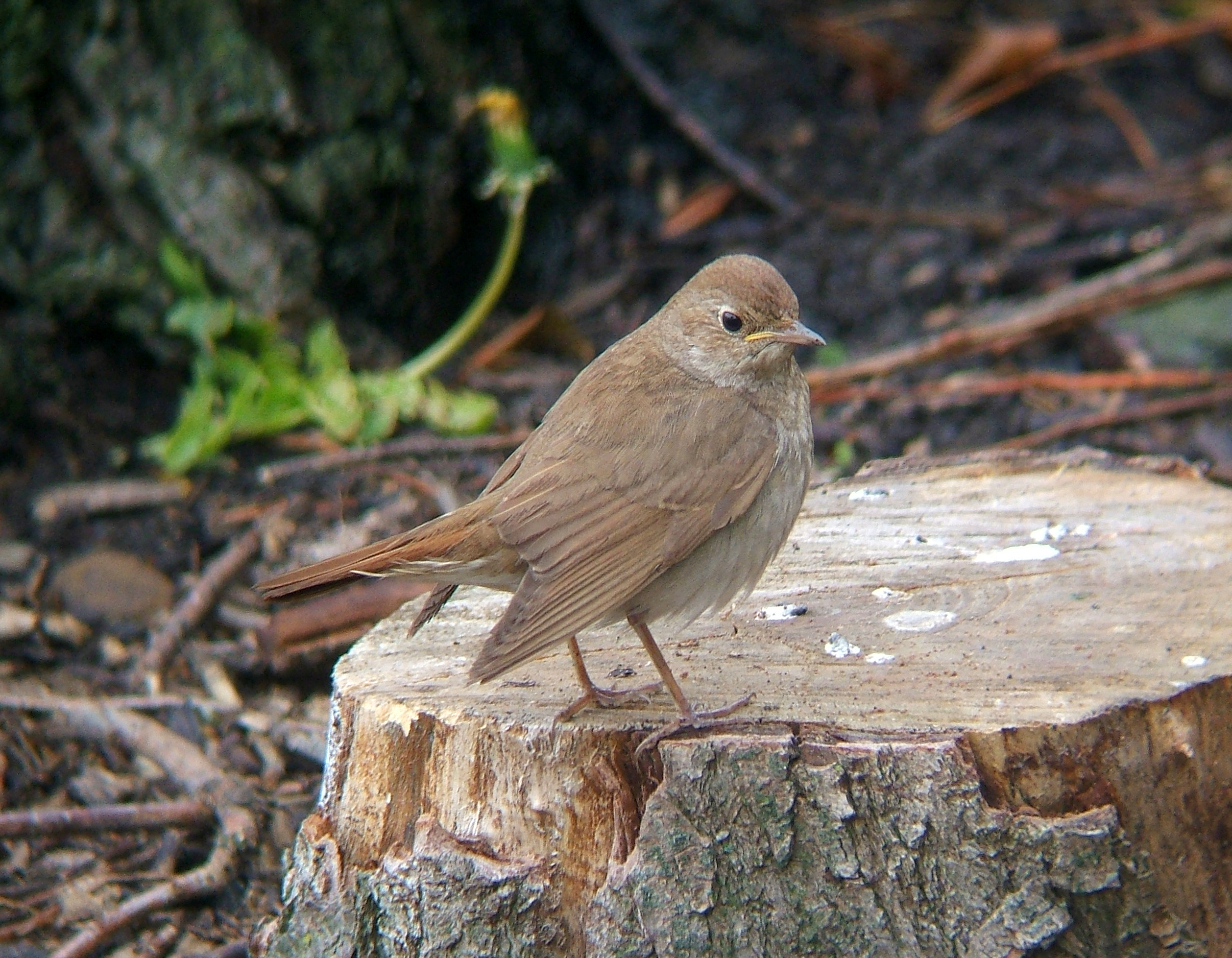
Usignolo maggiore
Luscinia luscinia

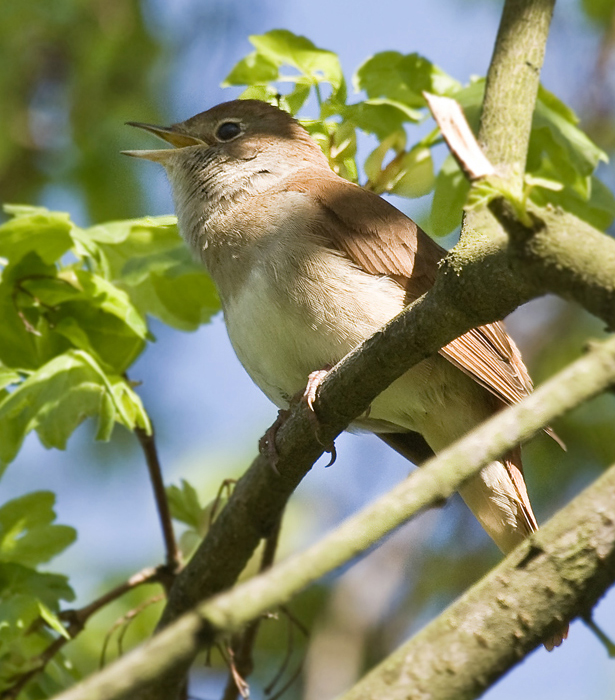
Usignolo comune
Luscinia megarhynchos

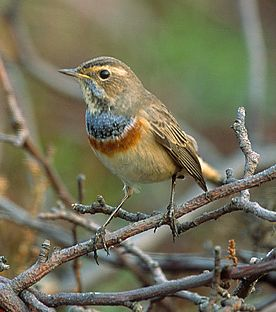
Pettazzurro
Luscinia svecica

  - Luscinia phoenicuroides (J.E.Gray & G.R.Gray, 1847) - codirosso panciabianca
  - Luscinia luscinia (Linnaeus, 1758) - usignolo maggiore
  - Luscinia megarhynchos (Brehm, 1831) - usignolo comune

- Genere Leonardina
  - Leonardina woodi (Mearns, 1905) - garrulo di Wood

- Genere Myioparus
  - Myioparus griseigularis (Jackson, 1906) - pigliamosche cincia golagrigia
  - Myioparus plumbeus (Hartlaub, 1858) - pigliamosche cincia grigio

- Genere Melaenornis
  - Melaenornis annamarulae Forbes-Watson, 1970 - pigliamosche del Nimba
  - Melaenornis ardesiacus Berlioz, 1936 - pigliamosche nero occhigialli
  - Melaenornis brunneus (Cabanis, 1886) - pigliamosche ardesia dell'Angola
  - Melaenornis chocolatinus (Rüppell, 1840) - pigliamosche ardesia dell'Abissinia
  - Melaenornis edolioides (Swainson, 1837) - pigliamosche nero settentrionale
  - Melaenornis fischeri (Reichenow, 1884) - pigliamosche ardesia occhibianchi
  - Melaenornis infuscatus (Smith, 1839) - pigliamosche turdino
  - Melaenornis mariquensis (Smith, 1847) - pigliamosche del Mariqua
  - Melaenornis microrhynchus (Reichenow, 1887) - pigliamosche grigio africano
  - Melaenornis pallidus (von Müller, 1851) - pigliamosche chiaro
  - Melaenornis pammelaina (Stanley, 1814) - pigliamosche nero meridionale
  - Melaenornis silens (Shaw, 1809) - pigliamosche fiscale

- Genere Monticola

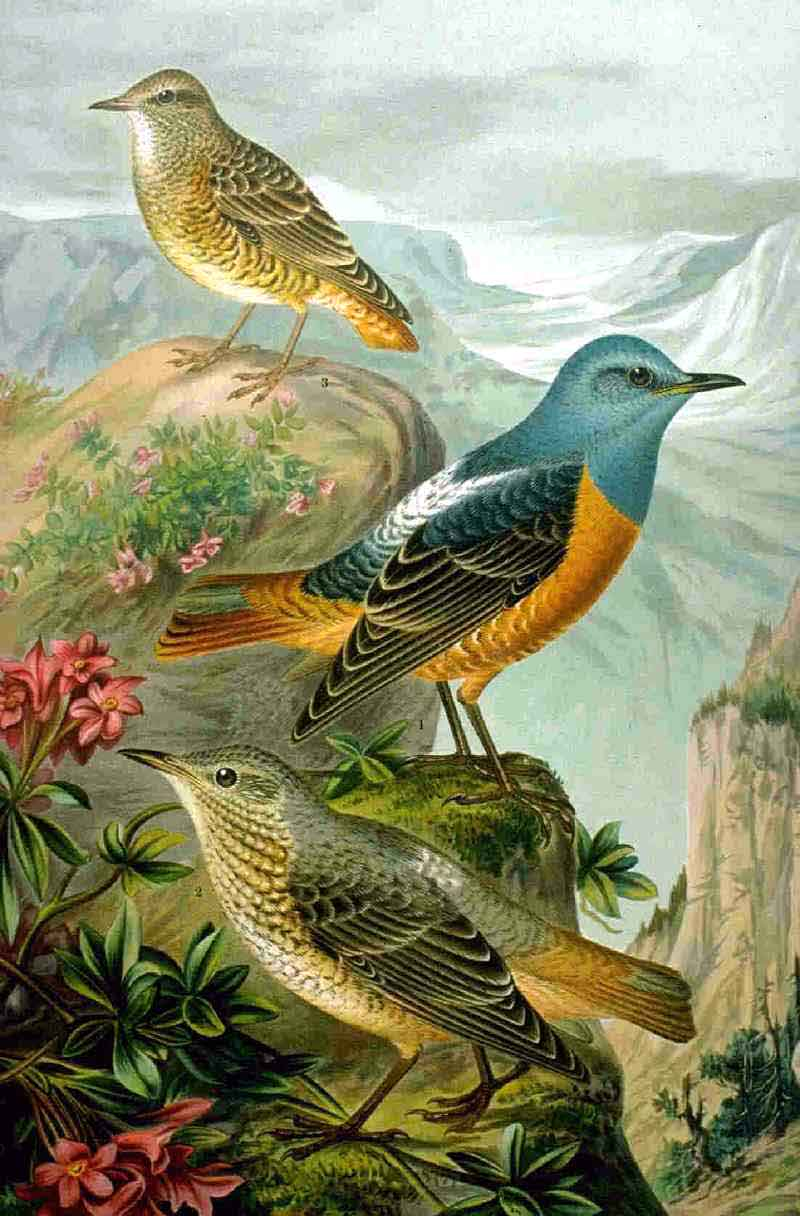
Codirossone eurasiatico
Monticola saxatilis

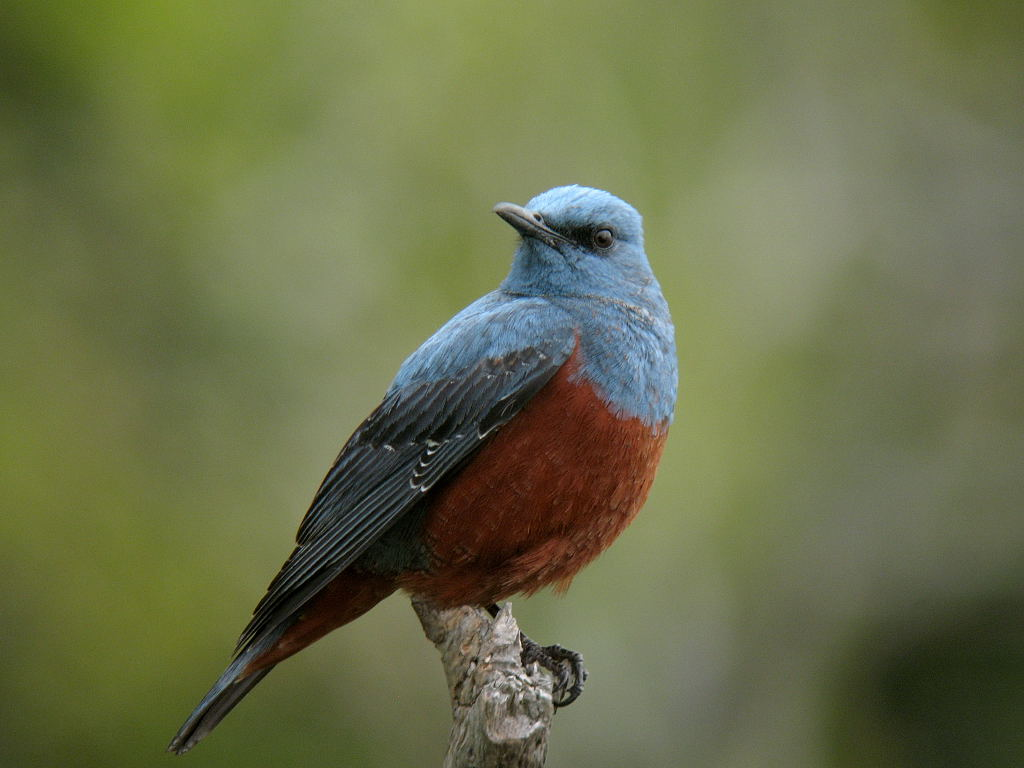
Passero solitario ssp. philippensis
Monticola solitarius philippensis

- - Monticola angolensis Sousa, 1888 - codirossone del miombo
  - Monticola brevipes (Waterhouse, 1838) - codirossone corona chiara
  - Monticola cinclorhynchus (Vigors, 1831) - codirossone capoblu
  - Monticola explorator (Vieillot, 1818) - codirossone sentinella
  - Monticola gularis (Swinhoe, 1863) - codirossone golabianca
  - Monticola imerina (Hartlaub, 1860) - codirossone litoraneo
  - Monticola rufiventris (Jardine & Selby, 1833 - passero solitario ventrecastano
  - Monticola rufocinereus (Rüppell, 1837) - codirossone piccolo
  - Monticola rupestris (Vieillot, 1818) - codirossone del Capo
  - Monticola saxatilis (Linnaeus, 1766) - codirossone
  - Monticola semirufus (Rüppell, 1837) - sassicola rupestre alibianche
  - Monticola sharpei (G.R.Gray, 1871) - codirossone di foresta
  - Monticola solitarius (Linnaeus, 1758) - passero solitario

- Genere Muscicapa

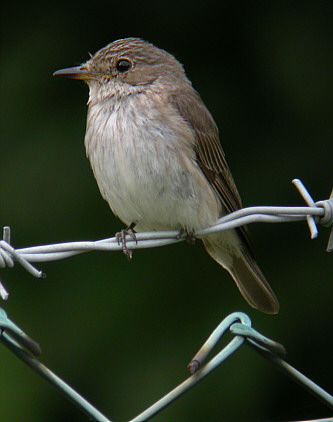
Pigliamosche comune
Muscicapa striata

- - Muscicapa adusta (Boie, 1828) - pigliamosche fosco africano
  - Muscicapa aquatica Heuglin, 1864 - pigliamosche di palude
  - Muscicapa boehmi (Reichenow, 1884) - pigliamosche di Böhm
  - Muscicapa caerulescens (Hartlaub, 1865) - pigliamosche cenerino
  - Muscicapa cassini Heine, 1859 - pigliamosche di Cassin
  - Muscicapa comitata (Cassin, 1857) - pigliamosche bluscuro
  - Muscicapa dauurica Raffles, 1822 - pigliamosche bruno asiatico
  - Muscicapa epulata (Cassin, 1855) - pigliamosche grigio minore
  - Muscicapa ferruginea (Hodgson, 1845) - pigliamosche tabaccato
  - Muscicapa gambagae (Alexander, 1901) - pigliamosche di Gambaga
  - Muscicapa griseisticta (Swinhoe, 1861) - pigliamosche striegrigie
  - Muscicapa infuscata (Cassin, 1855) - pigliamosche fuligginoso
  - Muscicapa itombwensis Prigogine, 1957 - pigliamosche degli Itombwe
  - Muscicapa lendu (Chapin, 1932) - pigliamosche di Chapin
  - Muscicapa muttui (E.L.Layard, 1854) - pigliamosche pettobruno
  - Muscicapa olivascens (Cassin, 1859) - pigliamosche olivaceo
  - Muscicapa randi Amadon e duPont, 1970 - pigliamosche pettocenere
  - Muscicapa ruficauda Swainson, 1838 - pigliamosche codaruggine
  - Muscicapa segregata (Siebers, 1928) - pigliamosche bruno di Sumba
  - Muscicapa sethsmithi (van Someren, 1922) - pigliamosche piedigialli
  - Muscicapa sibirica J.F.Gmelin, 1789 - pigliamosche fianchiscuri
  - Muscicapa striata (Pallas, 1764) - pigliamosche comune
  - Muscicapa tessmanni (Reichenow, 1907) - pigliamosche di Tessmann
  - Muscicapa ussheri (Sharpe, 1871) - pigliamosche di Ussher
  - Muscicapa williamsoni Deignan, 1957 - pigliamosche di Williamson

- Genere Muscicapella

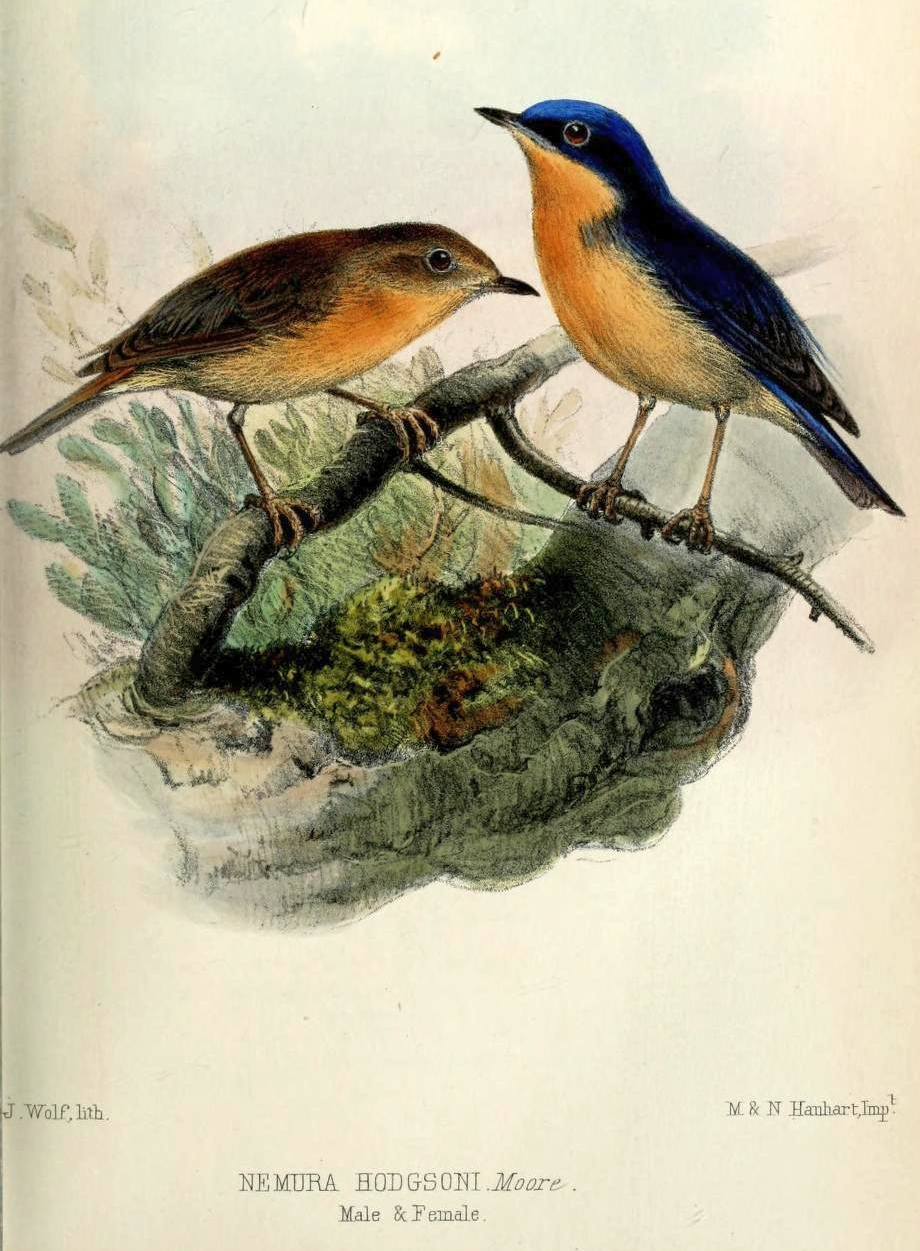
Pigliamosche blu pigmeo
Muscicapella hodgsoni

- - Muscicapella hodgsoni (Moore, 1854) - pigliamosche blu pigmeo

- Genere Myiomela
  - Myiomela albiventris (Blanford, 1868) - pettirosso blu panciabianca
  - Myiomela diana (Lesson, 1831) - callene della Sonda
  - Myiomela leucura (Hodgson, 1845) - callene codabianca
  - Myiomela major (Jerdon, 1844) - pettirosso blu delle Nilgiri

- Genere Myophonus
  - Myophonus blighi (Holdsworth, 1872) - tordo fischiatore dello Sri Lanka
  - Myophonus borneensis Sclater, 1885 - tordo fischiatore del Borneo
  - Myophonus caeruleus (Scopoli, 1786) - tordo fischiatore blu
  - Myophonus castaneus (R.G.W.Ramsay, 1880) - tordo fischiatore alicastane
  - Myophonus glaucinus (Temminck, 1823) - tordo fischiatore della Sonda
  - Myophonus horsfieldii Vigors, 1831 - tordo fischiatore del Malabar
  - Myophonus insularis Gould, 1862 - tordo fischiatore di Taiwan
  - Myophonus melanurus (Salvadori, 1879) - tordo fischiatore splendente
  - Myophonus robinsoni Ogilvie-Grant, 1905 - tordo fischiatore della Malesia

- Genere Myrmecocichla
  - Myrmecocichla nigra (Vieillot, 1818) - sassicolo fuligginoso
  - Myrmecocichla aethiops Cabanis, 1850 - sassicolo formichiero settentrionale
  - Myrmecocichla tholloni (Oustalet, 1886) - sassicolo del Congo
  - Myrmecocichla formicivora (Wilkes, 1817) - sassicolo formichiero meridionale
  - Myrmecocichla melaena (Rüppell, 1837) - sassicolo di Rüppell
  - Myrmecocichla monticola (Vieillot, 1818) - monachella montana
  - Myrmecocichla arnotti (Tristram, 1869) - sassicola nera testabianca
  - Myrmecocichla collaris Reichenow, 1882 - sassicola del Ruaha

- Genere Namibornis
  - Namibornis herero (Meyer de Schauensee, 1931) - tordo herero

- Genere Niltava
  - Niltava davidi La Touche, 1907 - niltava del Fujian
  - Niltava sundara Hodgson, 1837 - niltava panciarossiccia
  - Niltava sumatrana Salvadori, 1879 - niltava culorossiccio
  - Niltava vivida (Swinhoe, 1864) - niltava vivida
  - Niltava grandis (Blyth, 1842) - niltava maggiore
  - Niltava macgrigoriae (Burton, 1836) - niltava minore

- Genere Oenanthe

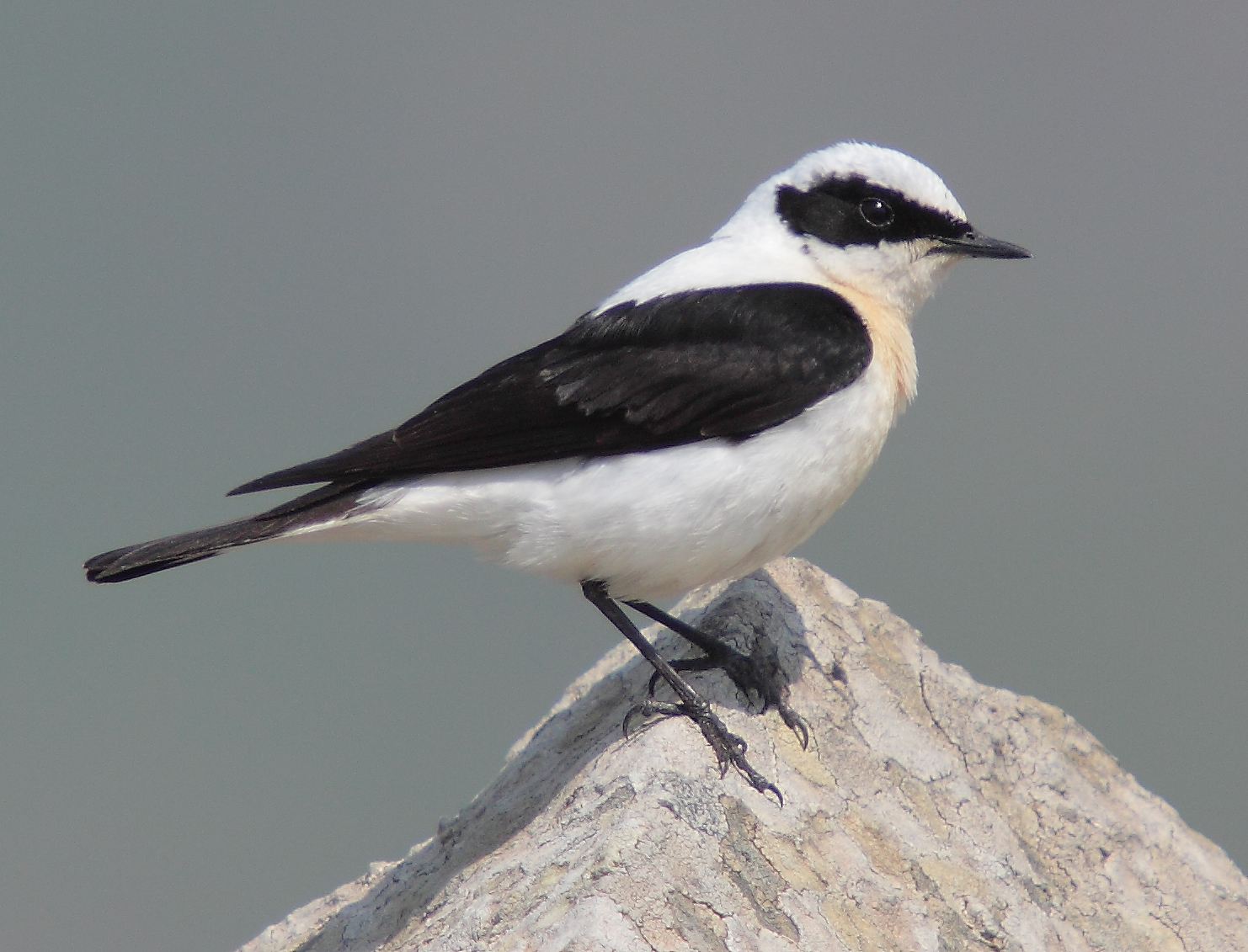
Monachella comune
Oenanthe hispanica

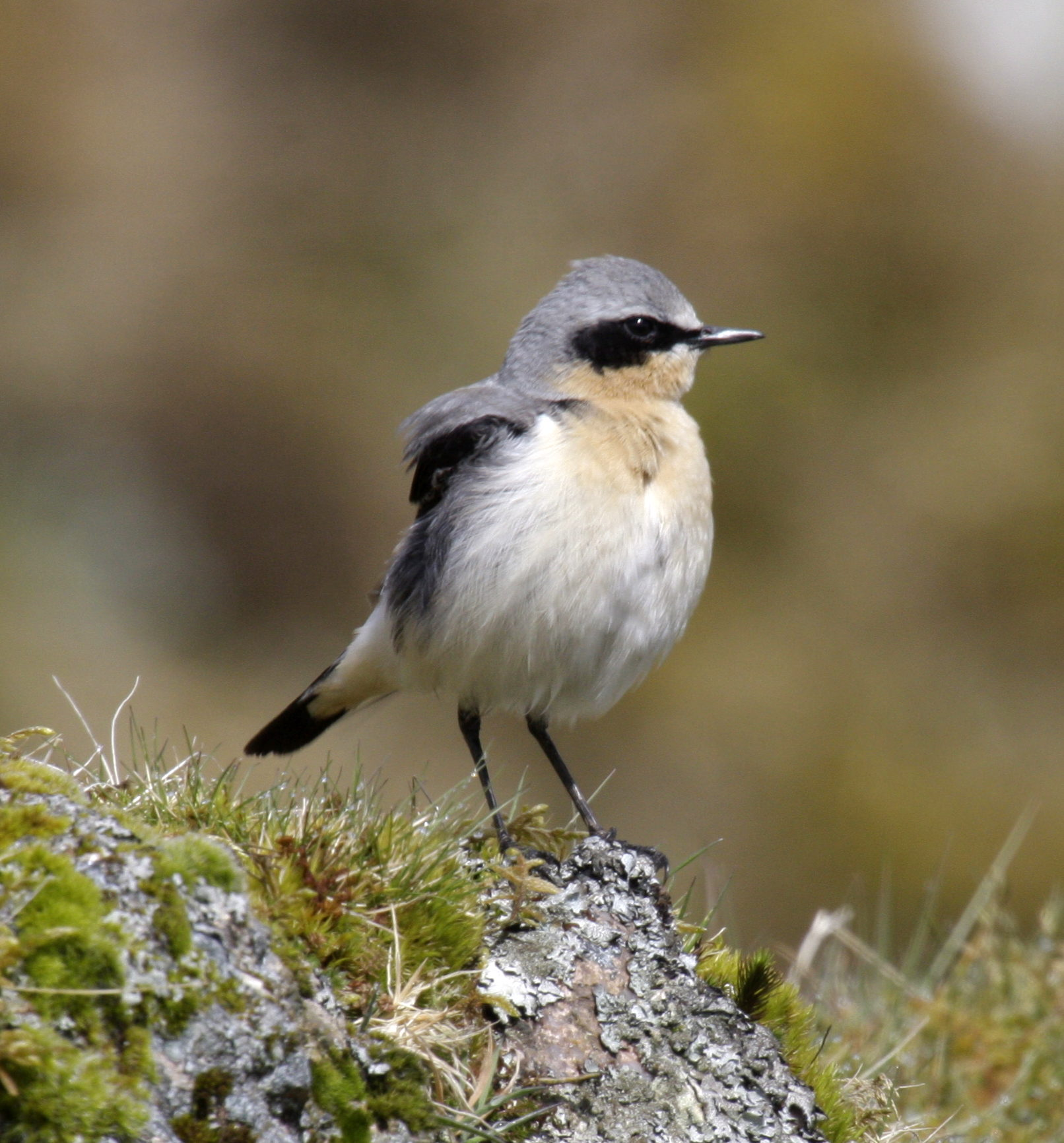
Culbianco comune
Oenanthe oenanthe

- - Oenanthe albifrons (Rüppell, 1837) - sassicola nera frontebianca
  - Oenanthe albonigra (Hume, 1872) - monachella di Hume
  - Oenanthe bottae (Bonaparte, 1854) - monachella pettorosso
  - Oenanthe chrysopygia (de Filippi, 1863) - monachella gropparossa
  - Oenanthe cypriaca (Homeyer, 1884) - monachella di Cipro
  - Oenanthe deserti (Temminck, 1825) - monachella del deserto
  - Oenanthe dubia (Blundell & Lovat, 1899) - sassicola modesta
  - Oenanthe familiaris (Wilkes, 1817) - sassicola familiare
  - Oenanthe finschii (Heuglin, 1869) - monachella di Finsch
  - Oenanthe fusca (Blyth, 1851) - sassicola bruna
  - Oenanthe heuglini (Finsch & Hartlaub, 1870) - monachella di Heuglin
  - Oenanthe hispanica (Linnaeus, 1758) - monachella comune
  - Oenanthe isabellina (Temminck, 1829) - culbianco isabellino
  - Oenanthe leucopyga (C.L.Brehm, 1855) - monachella testabianca
  - Oenanthe leucura (J.F.Gmelin, 1789) - monachella nera
  - Oenanthe lugens (Lichtenstein, 1823) - monachella lamentosa
  - Oenanthe lugentoides (Seebohm, 1881) - monachella dell'Arabia
  - Oenanthe lugubris (Rüppell, 1837) - monachella d'Arabia
  - Oenanthe melanura (Temminck, 1824) - sassicola codanera
  - Oenanthe moesta (Lichtenstein, 1823) - monachella testagrigia
  - Oenanthe monacha (Temminck, 1825) - monachella dal cappuccio
  - Oenanthe oenanthe (Linnaeus, 1758) - culbianco comune
  - Oenanthe phillipsi (Shelley, 1885) - monachella della Somalia
  - Oenanthe picata (Blyth, 1847) - monachella variabile
  - Oenanthe pileata (J.F.Gmelin, 1789) - monachella pileata
  - Oenanthe pleschanka (Lepechin, 1770) - monachella dorsonero
  - Oenanthe scotocerca (Heuglin, 1869) - sassicola codabruna
  - Oenanthe xanthoprymna (Hemprich ed Ehrenberg, 1833) - monachella codarossa

- Genere Phoenicurus

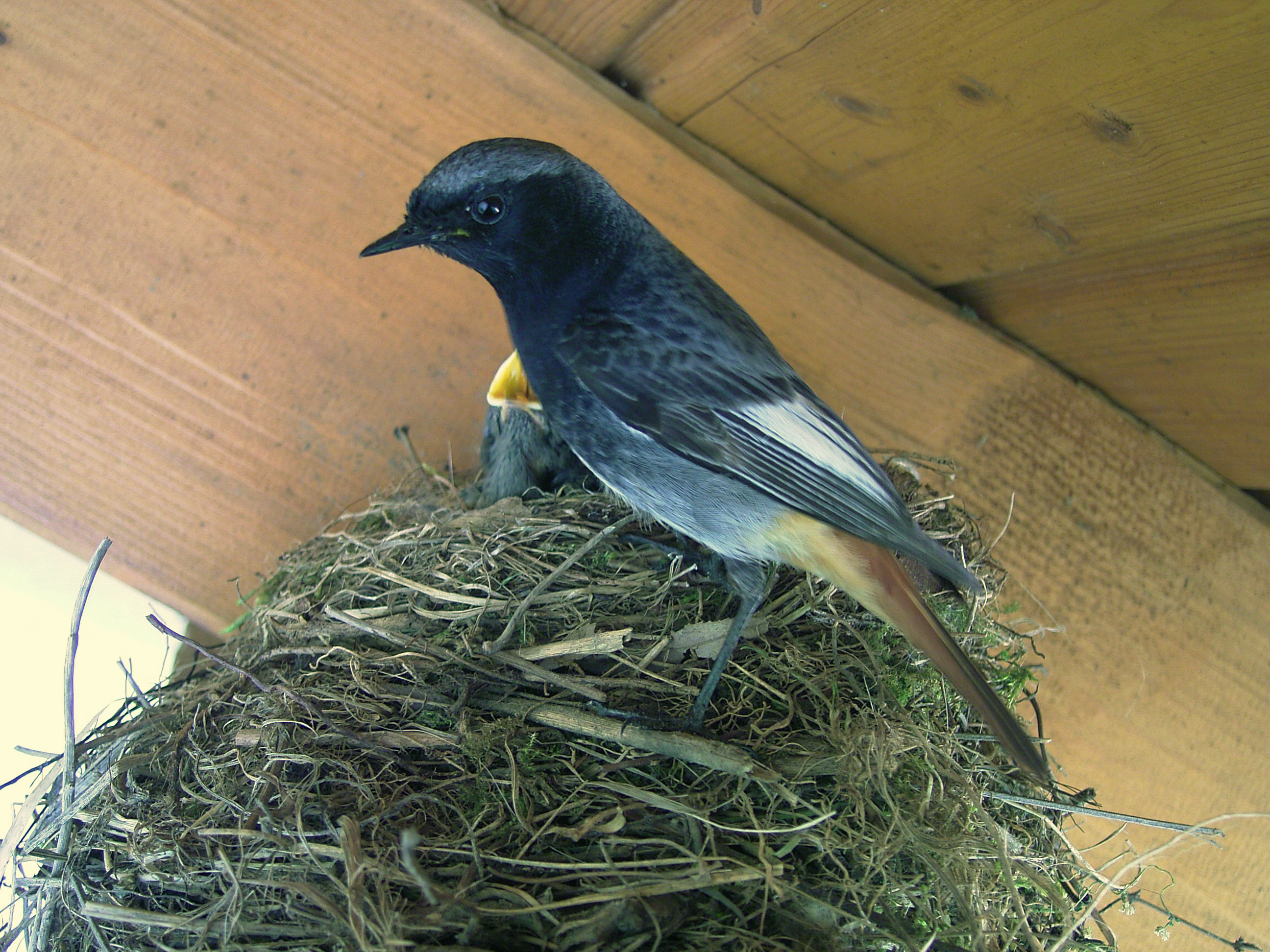
Codirosso spazzacamino
Phoenicurus ochruros

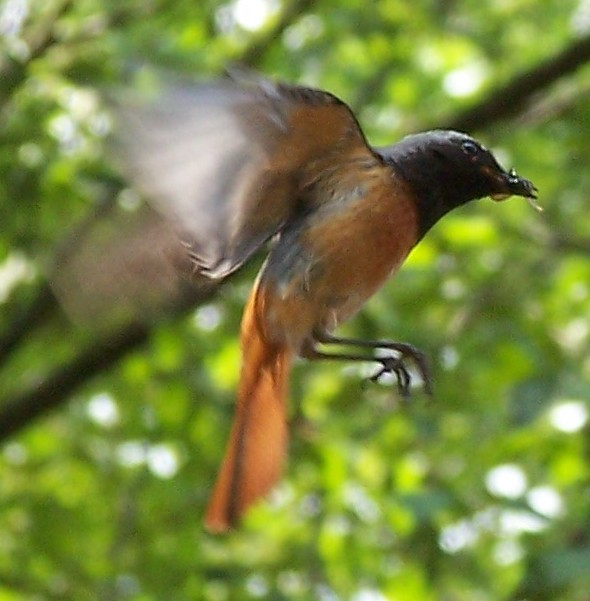
Codirosso comune
Phoenicurus phoenicurus

- - Phoenicurus alaschanicus (Przewalski, 1876) - codirosso dell'Ala Shan
  - Phoenicurus auroreus (Pallas, 1776) - codirosso della Dauria
  - Phoenicurus bicolor (Ogilvie-Grant, 1894) - codirosso acquaiolo di Luzon
  - Phoenicurus caeruleocephala (Vigors, 1831) - codirosso capoazzurro
  - Phoenicurus erythrogastrus (Güldenstädt, 1775) - codirosso di Guldenstadt
  - Phoenicurus erythronotus (Eversmann, 1841) - codirosso dorsorossiccio
  - Phoenicurus frontalis Vigors, 1831 - codirosso fronteblu
  - Phoenicurus fuliginosus Vigors, 1831 - codirosso acquaiolo piombato
  - Phoenicurus hodgsoni (F.Moore, 1854) - codirosso di Hodgson
  - Phoenicurus leucocephalus (Vigors, 1831) - codirosso acquaiolo capobianco
  - Phoenicurus moussieri (Olphe-Galliard, 1852) - codirosso algerino
  - Phoenicurus ochruros (S.G.Gmelin, 1774) - codirosso spazzacamino
  - Phoenicurus phoenicurus (Linnaeus, 1758) - codirosso comune
  - Phoenicurus schisticeps (J.E.Gray & G.R.Gray, 1846) - codirosso golabianca

- Genere Pinarochroa
  - Pinarochroa sordida (Rüppell, 1837) - sassicola di Erlanger

- Genere Pinarornis
  - Pinarornis plumosus Sharpe, 1876 - sassicolo delle pietraie

- Genere Pogonocichla
  - Pogonocichla stellata (Vieillot, 1818) - pettirosso stellato

- Genere Pseudalethe
  - Pseudalethe poliophrys (Sharpe, 1902) - alete golarossa
  - Pseudalethe poliocephala (Bonaparte, 1850) - alete pettobruno
  - Pseudalethe fuelleborni (Reichenow, 1900) - alete crestabianca
  - Pseudalethe choloensis (W.L.Sclater, 1927) - alete delle Cholo

- Genere Saxicola

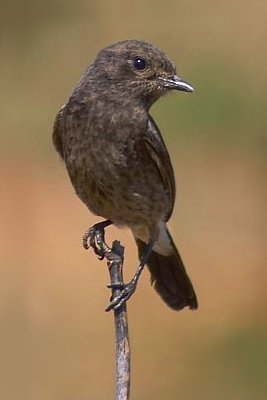
Saltimpalo bianconero
Saxicola caprata

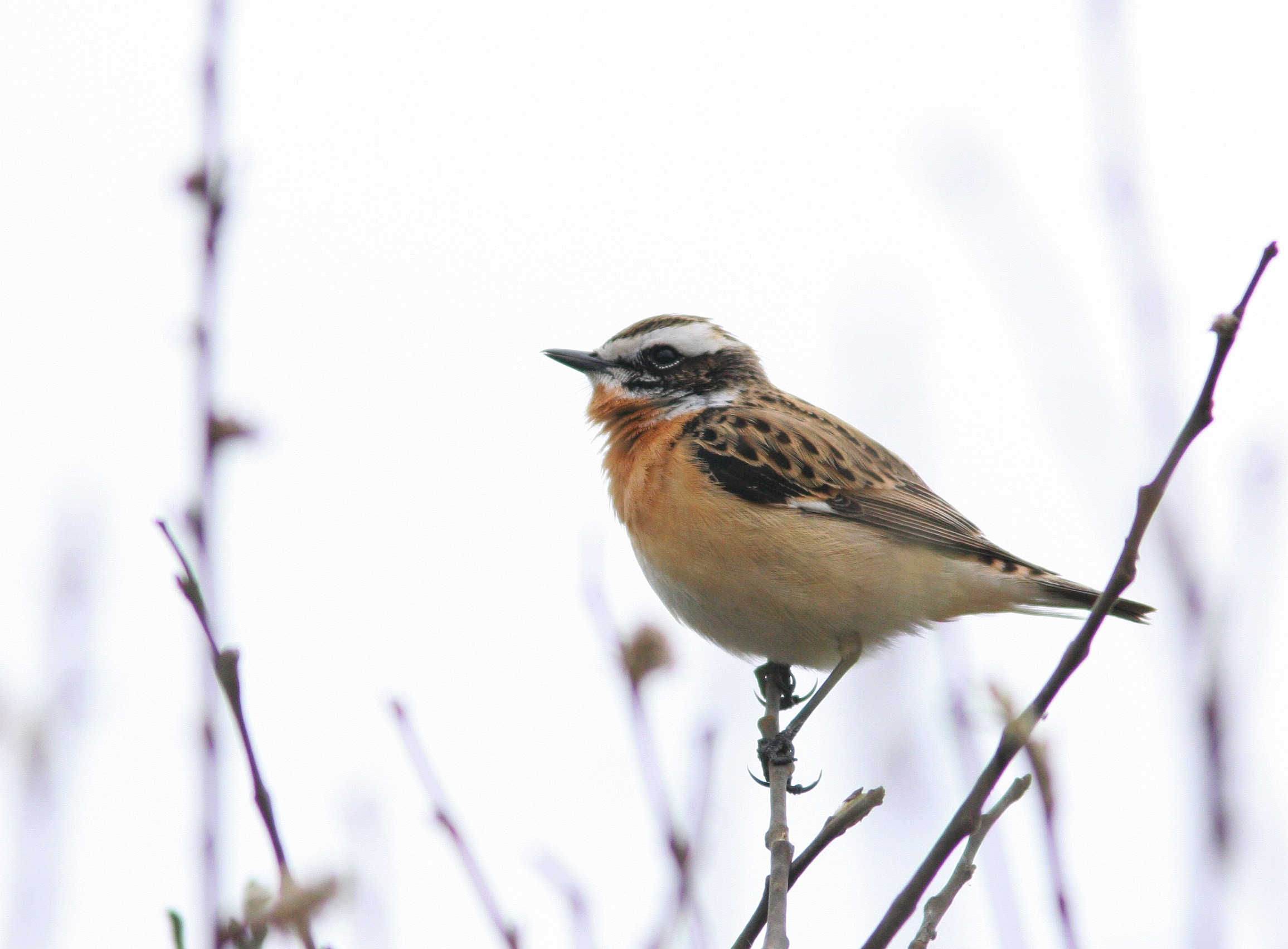
Stiaccino
Saxicola rubetra

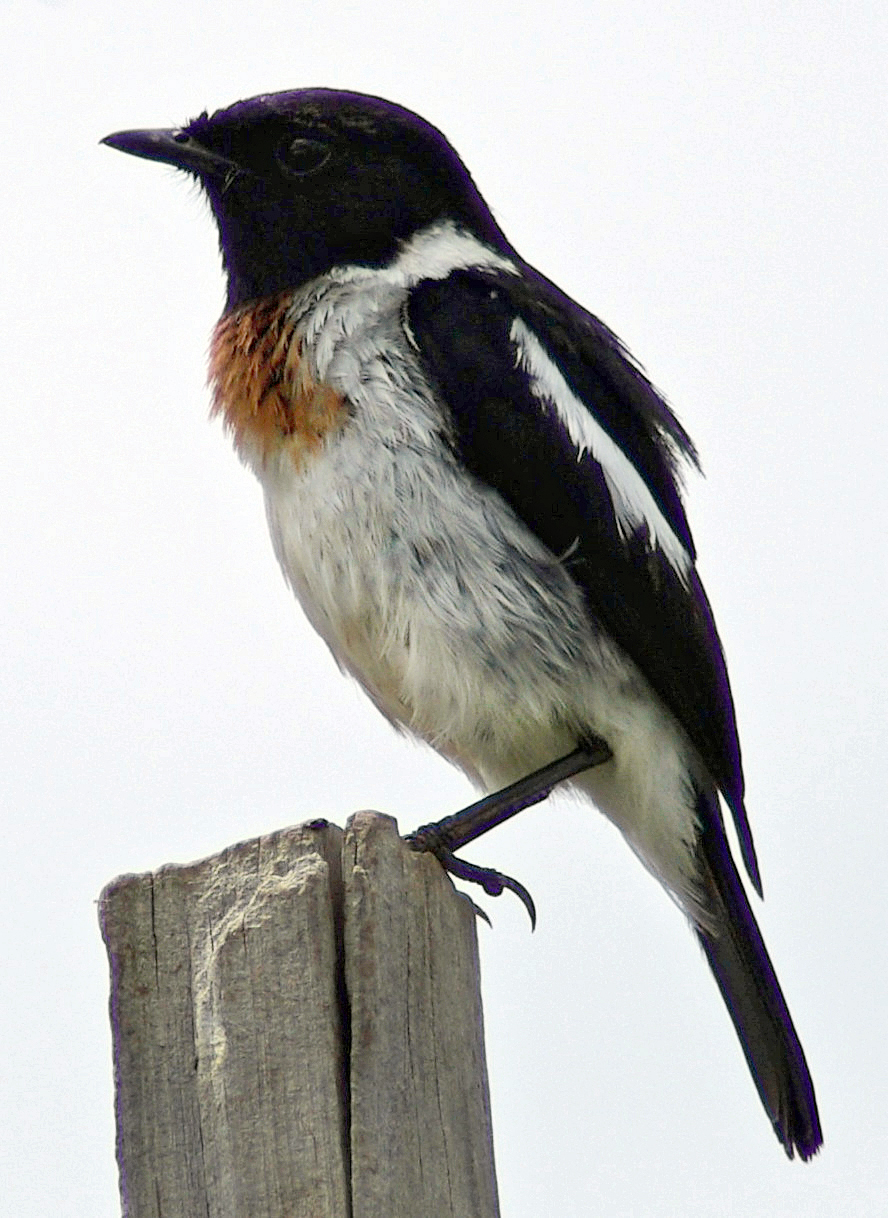
Saltimpalo siberiano
Saxicola maurus

- - Saxicola caprata (Linnaeus, 1766) - saltimpalo bianconero
  - Saxicola dacotiae (Meade-Waldo, 1889) - saltimpalo di Fuerteventura
  - Saxicola ferreus J.E.Gray & G.R.Gray, 1846 - saltimpalo grigio
  - Saxicola gutturalis (Vieillot, 1818) - saltimpalo panciabianca
  - Saxicola insignis J.E.Gray & G.R.Gray, 1847 - saltimpalo golabianca
  - Saxicola jerdoni (Blyth, 1867) - saltimpalo di Jerdon
  - Saxicola leucurus (Blyth, 1847) - saltimpalo codabianca
  - Saxicola macrorhynchus (Stoliczka, 1872) - saltimpalo dai sopraccigli
  - Saxicola maurus (Pallas, 1773) - saltimpalo siberiano
  - Saxicola rubetra (Linnaeus, 1758) - stiaccino
  - Saxicola rubicola (Linnaeus, 1766) - saltimpalo comune
  - Saxicola sibilla (Linnaeus, 1766) - saltimpalo del Madagascar
  - Saxicola stejnegeri (Parrot, 1908) - saltimpalo di Stejneger
  - Saxicola tectes (J.F.Gmelin, 1789) - saltimpalo di Réunion
  - Saxicola torquatus (Linnaeus, 1766) - saltimpalo africano

- Genere Stiphrornis
  - Stiphrornis erythrothorax Hartlaub, 1855 - pettirosso di foresta

- Genere Sheppardia
  - Sheppardia aequatorialis (Jackson, 1906) - akalat equatoriale
  - Sheppardia aurantiithorax Beresford, Fjeldså e Kiwe, 2004 - akalat dei Rubeho
  - Sheppardia bocagei (Finsch e Hartlaub, 1870) - akalat di Bocage
  - Sheppardia cyornithopsis (Sharpe, 1901) - akalat di pianura
  - Sheppardia gabela (Rand, 1957) - akalat di Gabela
  - Sheppardia gunningi Haagner, 1909 - akalat orientale
  - Sheppardia lowei (Grant e Mackworth-Praed, 1941) - akalat di Iringa
  - Sheppardia montana (Reichenow, 1907) - akalat degli Usambara
  - Sheppardia sharpei (Shelley, 1903) - akalat di Sharpe

- Genere Swynnertonia
  - Swynnertonia swynnertoni (Shelley, 1906) - pettirosso di Swynnerton

- Genere Tarsiger
  - Tarsiger chrysaeus Hodgson, 1845 - pettirosso di macchia dorato
  - Tarsiger cyanurus (Pallas, 1773) - codazzurro
  - Tarsiger hyperythrus (Blyth, 1847) - pettirosso di macchie pettorossiccio
  - Tarsiger indicus (Vieillot, 1817) - pettirosso di macchia dai sopraccigli
  - Tarsiger johnstoniae (Ogilvie-Grant, 1906) - pettirosso di macchia dal collare
  - Tarsiger rufilatus (Hodgson, 1845) - pettirosso dell'Himalaya

- Genere Thamnolaea
  - Thamnolaea cinnamomeiventris (Lafresnaye, 1836) - sassicola ventrecannella
  - Thamnolaea coronata Reichenow, 1902 - sassicola rupestre corona bianca

- Genere Vauriella
  - Vauriella gularis (Sharpe, 1888) - pigliamosche della giungla dai sopraccigli
  - Vauriella albigularis (Bourne e Worcester, 1894) - pigliamosche della giungla golabianca
  - Vauriella insignis (Ogilvie-Grant, 1895) - pigliamosche della giungla fianchirossicci
  - Vauriella goodfellowi (Ogilvie-Grant, 1905) - pigliamosche della giungla di Mindanao